# A.C. Green
A. C. Green, Jr. és un exjugador de bàsquet nord-americà que posseeix el rècord d'haver jugat més partits consecutius que cap altre jugador a la història de l'NBA i ABA: 1.192 partits. Per aquesta causa va rebre el sobrenom d'Iron Man. Va jugar pels Los Angeles Lakers, els Phoenix Suns, els Dallas Mavericks i els Miami Heat. A.C. Green va ser inclòs dins de l'Oregon Sports Hall of Fame el 2003. Va jugar en 1278 dels 1281 partits celebrats durant la seva carrera (un 99,8%), els tres únics partits que no va disputar van ser a la seva segona temporada: la 1986-1987.

## Primers anys
A. C. Green va néixer a Portland, Oregon. Li van posar de nom les inicials "A. C." com al seu pare, A. C. Green Sr., encara que aquestes no fossin l'abreviatura de cap nom. Green va convertir-se a la religió cristiana a la ciutat de Hermiston (Oregon), quan encara estava realitzant l'educació obligatòria al Benson Polytechnic High School.

## Trajectòria universitària
Green va ser una estrella durant els 4 anys que va estudiar a l'Oregon State University, on va acabar com a segon màxim rebotejador i quart màxim golejador de la història de la universitat. En el seu segon any va ser escollit dins l'equip ideal de la Conferència All-Pacific-12 i en el seu tercer any era el quart jugador del país en l'estadística de percentatge de tir de camp (65,7%). En el quart i últim any va fer de mitjana 19,1 punts i 9,2 rebots, per aquests mèrits va ser inclòs dins del Tercer Equip Ideal d'All-America. Va ser inclòs dins del Hall de la Fama de la Conferència Pac-12 durant el campionat d'aquesta conferència l'any 2012.

## Carrera professional

### Los Angeles Lakers
La franquícia de Los Angeles Lakers, que venia de guanyar un campionat de l'NBA, escollí a A.C. Green a la 23a elecció de la primera ronda del Draft de l'NBA del 1985.
Green va ser el màxim rebotejador dels Lakers durant sis de les vuit temporades que va estar a l'equip. Liderat per Magic Johnson, James Worthy i Kareem Abdul-Jabbar, els Lakers aconseguiren dos títols consecutius (1987 i 1988) durant la segona i la tercera temporada de Green a la franquícia. Combinant aquests dos anys, Green va fer de mitjana 11,1 punts i 8,2 rebots al mateix temps que disposava d'un percentatge de tir de camp superior al 50%. Green també va arribar a les Finals de l'NBA el 1989 i el 1991. A.C.Green va ser escollit pel Segon Equip Defensiu de l'NBA la temporada 1988-89 i triat titular l'any 1990 per a l'All-Star de l'NBA com a representant de la Conferència Oest. A la seva última temporada amb els Lakers (1992-93) va finalitzar quart a l'estadística de percentatge de tir de camp, amb un 53,7%.

### Phoenix Suns
Green va deixar els Lakers el 1993 per signar amb els Phoenix Suns com a agent lliure. Els Suns havien arribat a les Finals de l'NBA la temporada anterior, perdent-les en sis partits contra els Chicago Bulls i veien a Green com la peça que els faltava per aconseguir l'equip perfecte per guanyar el campionat. A.C. Green aconseguí els registres anotadors més alts de la seva carrera, anotant 14,7 punts per partit a la temporada 1993–94, però els Suns foren eliminats a les semifinals de la conferència. A la temporada 1994–95 va tornar a assolir unes estadístiques de doble doble a les categories de punts i rebots, però el seu temps de joc i les seves contribucions van començar a caure a la temporada 1995–96; encara que va seguir essent el segon màxim rebotejador de l'equip. La seva ratxa de partits consecutius jugats gairebé s'acaba en un partit contra els New York Knicks quan J. R. Reid li va etzibar intencionadament un cop de colze a la cara. Per aquesta acció, Green va perdre dues dents i va patir una lesió cranial, però tot i això va poder augmentar la seva ratxa jugant un parell de minuts amb una màscara protectora a cada partit durant les setmanes següents.

### Dallas Mavericks
Green va ser traspassat al cap de dos mesos després de començar la temporada 1996-97 als Dallas Mavericks en un acord que va portar Jason Kidd a Phoenix. Durant la seva etapa a la franquícia va aportar consistència en el rebot en uns Mavericks en construcció. Gràcies al traspàs va poder acostar-se un partit més al rècord de partits consecutius jugats, ja que va aparèixer en 83 partits en comptes dels 82 que conté una temporada. Va empatar amb Shawn Bradley per ser el màxim rebotejador de l'equip a la temporada 1997–98 amb 8,1 rebots per partit ambdós, però el seu millor moment durant la temporada va ser el 20 de novembre, quan va jugar el seu partit 907 consecutiu contra els Golden State Warriors, superant el rècord de Randy Smith de 906 partits consecutius jugats.
A.C. Green va jugar el seu partit 1000 consecutiu contra els Memphis Grizzlies el 13 de març del 1999. Va acabar la temporada 1998–99 amb 1,028 partits consecutius jugant, sense aturar la ratxa.

### Últims anys
Green va tornar als Los Angeles Lakers per la temporada 1999–2000, on va guanyar el seu últim campionat de l'NBA amb l'equip. Va jugar la seva última temporada amb els Miami Heat, on es va retrobar amb Pat Riley. Amb els Heat va arribar a les rondes classificatòries, on van ser eliminats contundentment (3-0) pels Charlotte Hornets.

### La gran ratxa
La ratxa de partits consecutius jugats d'A.C. Green va començar el 19 de novembre del 1986, quan els Los Angeles Lakers van derrotar els San Antonio Spurs a San Antonio. La ratxa es va acabar el 18 d'abril del 2001, quan els Miami Heat guanyaren els Orlando Magic a Orlando. Durant les 17 temporades que va jugar A.C. Green a l'NBA, es va perdre únicament tres partits, tots a la seva segona temporada a la lliga (1986-87).

## Experiències en el món dels negocis
A. C. Green és un membre i patrocinador de Financial Destination Inc., una empresa de màrketing que ofereix serveis d'assistència personal i planificació financera. Recentment s'ha incorporat també al personal d'Isagenix. Green també forma part dels patrocinadors de Desert Falls Sports Resort
Green també és un dels cofundadors de myWinningFactor, una empresa distribuïdora de discos hologràfics contra el dolor. Els altres cofundadors són Steven E. Smith i Douglas Yates.

## Vida personal
A.C. Green és conegut per les seves profundes creences religioses i és famós pel fet de començar i acabar la seva carrera com a esportista havent conservat la virginitat. Durant la seva carrera esportiva, els seus companys d'equip li enviaven sovint dones per temptar-lo a trencar amb els seus valors: Green responia utilitzant cites de la Bíblia per negar-s'hi. Actualment es dedica a visitar campaments juvenils en representació de la seva fundació (A.C. Green Youth Foundation), tractant d'impulsar l'abstinència sexual fins al matrimoni. L'últim any com a professional portava un osset verd sobre el cap quan estava a la banqueta per promoure la seva fundació. A.C. Green va contraure matrimoni amb la seva muller Veronique el 20 d'abril del 2002.
Green patia de singultus, o singlot crònic, durant la seva carrera professional. El singlot només s'aturava quan Green corria o entrenava. Per aquesta causa, Green mai va dormir més de dues hores seguides mentre era jugador. Més tard va aconseguir superar la malaltia, un cas molt estrany dins dels pacients de singultus. El 2011 va ser guardonat amb el Premi Bobby Jones per Athletes in Action pel seu caràcter, lideratge i fe en el món del bàsquet, en la llar i en la comunitat

## Estadístiques de la carrera NBA
| † | Anys que va guanyar el campionat de l'NBA |

### Temporada regular
| Temporada | Edat     | Equip              | P     | PT  | MPP  | %TC  | %3P  | %TL  | RPP | APP | RBPP | TPP | PPP  |
| 1985-86   | 22       | Los Angeles Lakers | 82    | 1   | 18.8 | .539 | .167 | .611 | 4.6 | .7  | .6   | .6  | 6.4  |
| 1986-87†  | 23       | Los Angeles Lakers | 79    | 72  | 28.4 | .538 | .000 | .780 | 7.8 | 1.1 | .9   | 1.0 | 10.8 |
| 1987-88†  | 24       | Los Angeles Lakers | 82    | 64  | 32.1 | .503 | .000 | .773 | 8.7 | 1.1 | 1.1  | .5  | 11.4 |
| 1988-89   | 25       | Los Angeles Lakers | 82    | 82  | 30.6 | .529 | .235 | .786 | 9.0 | 1.3 | 1.1  | .7  | 13.3 |
| 1989-90   | 26       | Los Angeles Lakers | 82    | 82  | 33.0 | .478 | .283 | .751 | 8.7 | 1.1 | .8   | .6  | 12.9 |
| 1990-91   | 27       | Los Angeles Lakers | 82    | 21  | 26.4 | .476 | .200 | .738 | 6.3 | .9  | .7   | .3  | 9.1  |
| 1991-92   | 28       | Los Angeles Lakers | 82    | 53  | 35.4 | .476 | .214 | .744 | 9.3 | 1.4 | 1.1  | .4  | 13.6 |
| 1992-93   | 29       | Los Angeles Lakers | 82    | 55  | 34.4 | .537 | .348 | .739 | 8.7 | 1.4 | 1.1  | .5  | 12.8 |
| 1993-94   | 30       | Phoenix Suns       | 82    | 55  | 34.5 | .502 | .229 | .735 | 9.2 | 1.7 | .9   | .5  | 14.7 |
| 1994-95   | 31       | Phoenix Suns       | 82    | 52  | 32.8 | .504 | .339 | .732 | 8.2 | 1.5 | .7   | .4  | 11.2 |
| 1995-96   | 32       | Phoenix Suns       | 82    | 36  | 25.8 | .484 | .269 | .709 | 6.8 | .9  | .5   | .3  | 7.5  |
| 1996-97   | 33       | Phoenix Suns       | 27[a] | 19  | 20.3 | .477 | .000 | .646 | 5.1 | .6  | .7   | .0  | 5.7  |
| 1996-97   | 33       | Dallas Mavericks   | 56[a] | 54  | 34.7 | .486 | .059 | .651 | 9.3 | .9  | .9   | .3  | 7.9  |
| 1997-98   | 34       | Dallas Mavericks   | 82    | 68  | 32.3 | .453 | .000 | .716 | 8.1 | 1.5 | 1.0  | .3  | 7.3  |
| 1998-99   | 35       | Dallas Mavericks   | 50    | 35  | 18.5 | .422 | .000 | .577 | 4.6 | .5  | .6   | .2  | 4.9  |
| 1999-00†  | 36       | Los Angeles Lakers | 82    | 82  | 23.5 | .447 | .250 | .695 | 5.9 | 1.0 | .6   | .2  | 5.0  |
| 2000-01   | 37       | Miami Heat         | 82    | 1   | 17.2 | .444 | .000 | .712 | 3.8 | .5  | .4   | .1  | 4.5  |
| Carrera   | Carrera  | Carrera            | 1,278 | 832 | 28.6 | .494 | .254 | .734 | 7.4 | 1.1 | .8   | .4  | 9.6  |
| All-Star  | All-Star | All-Star           | 1     | 1   | 12.0 | .000 | .000 | .000 | 3.0 | 1.0 | .0   | 1.0 | .0   |

- a  Un traspàs a mitja temporada va permetre que jugués 83 partits aquell any.

### Playoffs
| Temporada | Edat    | Equip              | P   | PT | MPP  | %TC  | %3P  | %TL   | RPP  | APP | RBPP | TPP | PPP  |
| 1985-86   | 22      | Los Angeles Lakers | 9   | –  | 11.8 | .529 | –    | .444  | 1.8  | .0  | .1   | .3  | 2.4  |
| 1986-87†  | 23      | Los Angeles Lakers | 18  | –  | 28.1 | .546 | –    | .747  | 7.9  | .6  | .5   | .4  | 11.5 |
| 1987-88†  | 24      | Los Angeles Lakers | 24  | –  | 30.3 | .544 | –    | .753  | 7.3  | .8  | .5   | .5  | 10.0 |
| 1988-89   | 25      | Los Angeles Lakers | 15  | –  | 33.5 | .412 | .000 | .763  | 9.1  | 1.2 | 1.1  | .4  | 10.1 |
| 1989-90   | 26      | Los Angeles Lakers | 9   | –  | 28.0 | .519 | –    | .750  | 9.0  | 1.0 | .6   | .4  | 11.8 |
| 1990-91   | 27      | Los Angeles Lakers | 19  | 1  | 21.1 | .423 | .500 | .704  | 5.4  | .5  | .6   | .2  | 6.5  |
| 1991-92   | 28      | Los Angeles Lakers | 4   | 4  | 38.3 | .410 | –    | .826  | 9.0  | 1.8 | 1.8  | .0  | 12.8 |
| 1992-93   | 29      | Los Angeles Lakers | 5   | 5  | 44.0 | .429 | .000 | .619  | 14.6 | 2.6 | 1.4  | .6  | 9.8  |
| 1993-94   | 30      | Phoenix Suns       | 10  | 2  | 35.0 | .482 | .412 | .613  | 8.4  | 1.3 | 1.0  | .2  | 12.5 |
| 1994-95   | 31      | Phoenix Suns       | 10  | 10 | 36.8 | .462 | .083 | .873  | 12.0 | 1.3 | .6   | .2  | 12.8 |
| 1995-96   | 32      | Phoenix Suns       | 4   | 4  | 21.8 | .353 | .000 | .875  | 4.5  | .5  | .3   | .0  | 4.8  |
| 1999-00†  | 36      | Los Angeles Lakers | 23  | 23 | 18.7 | .411 | –    | .696  | 4.2  | .6  | 1.6  | .1  | 3.9  |
| 2000-01   | 37      | Miami Heat         | 3   | 0  | 7.0  | .333 | –    | 1.000 | 1.3  | .7  | .3   | .0  | 1.0  |
| Carrera   | Carrera | Carrera            | 153 | –  | 26.9 | .475 | .250 | .739  | 7.1  | .8  | .7   | .3  | 8.6  |